# Calostoma ravenelii
Calóstoma ravenélii (лат.) — несъедобный гриб-гастеромицет семейства ложнодождевиковых. От других грибов рода красноустка отличается отсутствием студневидного внешнего слоя и жёлтой окраской перидия. Произрастает в Северной Америке, а также на территории Китая и Японии.

## Название
Научные синонимы:
- Mitremyces ravenelii Berk., 1857 basionym
- Cenangella ravenelii (Berk.) Sacc., 1889
- Octaviania ravenelii (Berk.) Lloyd, 1922
- Arcangeliella ravenelii (Berk. & M.A. Curtis) C.W. Dodge, 1931

Родовое название Calostoma происходит от греческого καλλός (kallos), красивый, и στόμα (stoma), рот, уста; видовой эпитет ravenelii дан в честь Генри Уильяма Равенеля.
Описание вида впервые было дано в 1857 г. английским ботаником М. Дж. Беркли в журнале «Transactions of the Linnean Society of London» как Mitremyces ravenelii Berk..

## Описание[3]
Плодовое тело округлое или овальное, 0,7—1,5 см диаметром, на сравнительно высокой ножке, у молодых грибов жёлтое, позднее — серое или серовато-бурое; заключено в двухслойную оболочку.
Студенистый внешний слой отсутствует. Экзоперидий хрящеватый, слегка бородавчатый, жёлтый, сохраняется длительное время, затем опадает хлопьями. Эндоперидий твёрдый, гладкий, жёлтый или коричневатый, местами серый или грязновато-белый; с апикальным отверстием, окружённым звездообразной (с 5 лучами) перистомой, сначала ярко-красной, позднее выцветающей до бледно-жёлтой.
Ложная ножка хорошо развитая, толстая, 2—3 см длиной, 7—13 мм диаметром, из густо переплетённых и ветвящихся мицелиальных тяжей, бледно-жёлтая; у молодых грибов кожистая, у сухих — плотная, жёсткая.
Зрелая споровая масса белая, порошковидная.

### Микроморфология
Споры эллипсоидные, 10—17 x 6,5—7,5 мк, бледно-жёлтые или гиалиновые, с 1—2 каплями масла, с выраженным сетчатым орнаментом.
Цветовые химические реакции: в KOH гифы экзоперидия гиалиновые или слегка буроватые, в реактиве Мельцера — жёлтые; гифы эндоперидия гиалиновые в KOH, гиалиновые или жёлтые — в реактиве Мельцера.

## Экология и распространение
На ранних стадия развития подземный, затем — наземный гриб. Растёт одиночно или группами на почве, в лиственных, реже — смешанных лесах, часто на нарушенных почвах (по обочинам дорог и т. п.)
Широко распространён на территории Северной Америки (восток и юго-восток США — Пенсильвания, Мэрилэнд, Виргиния, Западная Виргиния, Огайо, Кентукки, Теннесси, Северная Каролина, Южная Каролина, Миссисипи); Мексика), а также в Китае (Гуандун), Японии (Коти) и на Тайване. Первый экземпляр был найден в горах Южной Каролины (Caesar’s Head). На территории Российской Федерации не встречается.

## Сходные виды
Сходство с другими грибами отсутствует. Отличается от других грибов-гастеромицетов наличием ярко-окрашенной перистомы на верхушке плодового тела.

### Сходные родственные виды
- Calostoma cinnabarinum отличается ярко-красной окраской и наличием студневидной оболочки;
- Calostoma japonicum отличается оранжевой окраской экзоперидия.

## Использование
Несъедобный гриб. О каком-либо практическом применении не сообщается.